# Étienne Gueffier
Étienne Gueffier est un diplomate français du XVIIe siècle.

## Biographie
Étienne Gueffier est l'envoyé officiel du roi de France dans les Trois Ligues entre 1615 et 1621. Expulsé des Trois Ligues en 1619 sur la base du soi-disant article de Zizers qui interdisait de séjour les émissaires étrangers, il y retourne en 1620 à la demande des responsables des Trois Ligues. Il travaille en vain pour la restitution de ces derniers sur les territoires de Valteline, Bormio et Chiavenna, occupés par les Espagnols. Il reste en Suisse en tant qu'ambassadeur à la Rhétie (1621-23). 
À partir de 1623 et jusqu'à sa mort en 1660, il est chargé d'affaires français auprès du Saint-Siège et œuvre au sein des Pieux établissements de la France à Rome et à Lorette. Dans l'appartement où il loge place d'Espagne, il reçoit de nombreuses personnalités éminentes, dont Claude le Lorrain, qui y peint un aigle royal, actuellement conservé à l'Institut national du graphisme, au palais Poli.
Il lègue une partie de sa fortune pour la construction de l'escalier monumental de la Trinité-des-Monts; le testament de Gueffier est ensuite contesté avec succès par un neveu qui en réclame la moitié; le projet reste donc en sommeil jusqu'à ce que Clément XI Albani porte un nouvel intérêt pour celui-ci.
Il est mort le 30 juin 1660 à Rome.